# Тома Юрій Юрійович
Ю́рій Ю́рійович То́ма (угор. Toma György; нар. 27 квітня 1996, Хуст, Україна) — український та угорський футболіст, півзахисник клубу «Дьйор» з однойменного міста.

## Біографія
Вихованець ДЮФК Мукачеве. Із 2013 року грав у юнацькій і молодіжній командах ужгородської «Говерли» з Прем'єр-ліги. Взимку 2015 року проходив збори з основним складом команди. 4 травня того ж року Тома у складі «Говерли» дебютував у вищому дивізіоні, замінивши в кінці гостьового матчу проти київського «Динамо» Івана Родича. На післяматчевій прес-конференції наставник ужгородців В'ячеслав Грозний заявив, що «Томі і всім іншим таким хлопцям ще рано грати на такому рівні».
У 2015 році також грав за аматорський ФК «Ужгород». На сезон 2015/16 був включений до основного складу «Говерли». Після завершення сезону повернувся до складу «Ужгорода».
21 серпня 2016 року зіграв 1 матч у чемпіонаті Закарпатської області за аматорський мукачівський клуб «Мункач», а незабаром разом із Віктором Геєм опинився у складі клубу «Кішварда» з однойменного міста, що виступає у другій лізі чемпіонату Угорщини.
У 2018 році Юрія Тома внесли до бази сайту "Миротворець" за участь в антиукраїнських пропагандистських заходах.

## Пожиттєва дискваліфікація
У жовтні 2018 року контрольно-дисциплінарний комітет ФФУ довічно дискваліфікував футболіста через виступи за по факту сепаратистську команду українських угорців «Kárpátalja» та участь з командою у чемпіонаті світу з футболу серед невизнаних країн і територій.